# Uncharted
Uncharted — серия компьютерных игр в жанре action-adventure, разработанных компанией Naughty Dog и изданных Sony Interactive Entertainment для консолей PlayStation. По состоянию на май 2016 года было продано более 28 миллионов копий игр серии.

## Игры серии
| 2007 | Uncharted: Drake’s Fortune              |
| 2008 |                                         |
| 2009 | Uncharted 2: Among Thieves              |
| 2010 |                                         |
| 2011 | Uncharted 3: Drake’s Deception          |
| 2011 | Uncharted: Golden Abyss                 |
| 2012 | Uncharted: Fight for Fortune            |
| 2013 |                                         |
| 2014 |                                         |
| 2015 | Uncharted: The Nathan Drake Collection  |
| 2016 | Uncharted: Fortune Hunter               |
| 2016 | Uncharted 4: A Thief’s End              |
| 2017 | Uncharted: The Lost Legacy              |
| 2018 |                                         |
| 2019 |                                         |
| 2020 |                                         |
| 2021 |                                         |
| 2022 | Uncharted: Legacy of Thieves Collection |

### Основная серия
- Uncharted: Drake’s Fortune (2007) — PlayStation 3
- Uncharted 2: Among Thieves (2009) — PlayStation 3
- Uncharted 3: Drake’s Deception (2011) — PlayStation 3
- Uncharted 4: A Thief’s End (2016) — PlayStation 4, PC (Windows)

### Спин-оффы
- Uncharted: Golden Abyss (2011) — PlayStation Vita
- Uncharted: Fight for Fortune (2012) — PlayStation Vita
- Uncharted: Fortune Hunter (2016) — iOS, Android
- Uncharted: The Lost Legacy (2017) — PlayStation 4, PC (Windows)

### Сборник
- Uncharted: The Nathan Drake Collection (2015) — PlayStation 4[2]
- Uncharted: Legacy of Thieves Collection (2022) — PlayStation 5[3], PC (Windows)

## Хронология
1. Uncharted: Golden Abyss
2. Uncharted: Drake’s Fortune
3. Uncharted 2: Among Thieves
4. Uncharted 3: Drake’s Deception
5. Uncharted 4: A Thief’s End
6. Uncharted: The Lost Legacy

## Состав разработчиков
| Год  | Игра                           | Руководители                | Продюсер(ы)                                | Геймдизайнер(ы)                                         | Сценарист(ы)                        | Программист(ы)                                                                    | Художник(и)                  | Композитор(ы) |
| ---- | ------------------------------ | --------------------------- | ------------------------------------------ | ------------------------------------------------------- | ----------------------------------- | --------------------------------------------------------------------------------- | ---------------------------- | ------------- |
| 2007 | Uncharted: Drake’s Fortune     | Эми Хенниг                  | Эван Уэллс, Кристоф Балестра, Фрэнк Саймон | Ричард Лемаршан                                         | Эми Хенниг, Нил Дракманн, Джош Шерр | Пол-Кристиан Энгстад, Дэн Либгольд, Трэвис Макинтош                               | Боб Рафей, Брюс Стрейли      | Грег Эдмонсон |
| 2009 | Uncharted 2: Among Thieves     | Эми Хенниг, Брюс Стрейли    | Эван Уэллс, Кристоф Балестра, Фрэнк Саймон | Ричард Лемаршан, Нил Дракманн                           | Эми Хенниг, Нил Дракманн, Джош Шерр | Пол-Кристиан Энгстад, Дэн Либгольд, Трэвис Макинтош                               | Эрик Пангилинан, Роб Раппель | Грег Эдмонсон |
| 2011 | Uncharted 3: Drake’s Deception | Эми Хенниг, Джастин Ричмонд | Эван Уэллс, Кристоф Балестра, Фрэнк Саймон | Ричард Лемаршан, Джейкоб Минкофф                        | Эми Хенниг                          | Пол-Кристиан Энгстад, Трэвис Макинтош, Кристиан Гирлинг                           | Эрик Пангилинан, Роб Раппель | Грег Эдмонсон |
| 2016 | Uncharted 4: A Thief’s End     | Брюс Стрейли, Нил Дракманн  | Эван Уэллс, Кристоф Балестра, Сэм Томпсон  | Курт Маргенау, Эмилия Шац, Энтони Ньюман, Ричард Камбье | Нил Дракманн, Джош Шерр             | Кристиан Гирлинг, Сандип Шекар, Винсент Марксен, Трэвис Макинтош, Джейсон Грегори | Эрик Пангилинан, Роб Раппель | Генри Джекман |

## Персонажи
| Персонаж                | Игра                       | Игра                       | Игра                           | Игра                       | Игра                       |  |
| Персонаж                | Uncharted: Drake's Fortune | Uncharted 2: Among Thieves | Uncharted 3: Drake's Deception | Uncharted 4: A Thief's End | Uncharted: The Lost Legacy |  |
| ----------------------- | -------------------------- | -------------------------- | ------------------------------ | -------------------------- | -------------------------- |  |
| Нейтан Дрейк            | Нолан Норт                 | Нолан Норт                 | Нолан Норт                     | Нолан Норт                 |                            |  |
| Елена Фишер             | Эмили Роуз                 | Эмили Роуз                 | Эмили Роуз                     | Эмили Роуз                 |                            |  |
| Виктор «Салли» Салливан | Ричард Макгонагл           | Ричард Макгонагл           | Ричард Макгонагл               | Ричард Макгонагл           |                            |  |
| Аток Новарро            | Робин Аткин Даунс          |                            |                                |                            |                            |  |
| Габриэль Роман          | Саймон Темплмен            |                            |                                |                            |                            |  |
| Эдди Раджа              | Джеймс Си                  |                            |                                |                            |                            |  |
| Хлоя Фрейзер            |                            | Клаудия Блэк               | Клаудия Блэк                   |                            | Клаудия Блэк               |  |
| Гарри Флинн             |                            | Стив Валентайн             |                                |                            |                            |  |
| Зоран Лазаревич         |                            | Грэм Мактавиш              |                                |                            |                            |  |
| Карл Шефер              |                            | Рене Обержоноа             |                                |                            |                            |  |
| Тензин                  |                            | Пема Дондуп                |                                |                            |                            |  |
| Джефф                   |                            | Грегори Мир                |                                |                            |                            |  |
| Лейтенант Драза         |                            | Майкл Бенэйр               |                                |                            |                            |  |
| Чарли Каттер            |                            |                            | Грэм Мактавиш                  |                            |                            |  |
| Кэтрин Марлоу           |                            |                            | Розалинд Эрс                   |                            |                            |  |
| Толбот                  |                            |                            | Робин Аткин Даунс              |                            |                            |  |
| Салим                   |                            |                            | Ти Джей Рамини                 |                            |                            |  |
| Рамзес                  |                            |                            | Саид Бадрия                    |                            |                            |  |
| Самюэл «Сэм» Дрейк      |                            |                            |                                | Трой Бейкер                | Трой Бейкер                |  |
| Надин Росс              |                            |                            |                                | Лора Бэйли                 | Лора Бэйли                 |  |
| Рэйф Адлер              |                            |                            |                                | Уоррен Коул                |                            |  |
| Гектор Алькасар         |                            |                            |                                | Робин Аткин Даунс          |                            |  |
| Джеймсон                |                            |                            |                                | Брэндон Скотт              |                            |  |
| Варгас                  |                            |                            |                                | Хемки Мадера               |                            |  |
| Эвелин                  |                            |                            |                                | Мерл Дэндридж              |                            |  |
| Кэсси Дрейк             |                            |                            |                                | Кейтлин Дивер              |                            |  |

## Коммерческий успех
| Год  | Игра                           | Продано копий  | Прим.             |
| ---- | ------------------------------ | -------------- | ----------------- |
| 2007 | Uncharted: Drake’s Fortune     | 4,8 миллиона+  | [ 4 ]             |
| 2009 | Uncharted 2: Among Thieves     | 6,5 миллионов+ | [ 4 ]             |
| 2011 | Uncharted 3: Drake’s Deception | 6,6 миллионов+ | [ 4 ]             |
| 2016 | Uncharted 4: A Thief’s End     | 16 миллионов+  | [ 5 ] [ 6 ] [ 7 ] |

## Награды
Uncharted: Drake’s Fortune была названа игрой года для PlayStation 3 по версии IGN.
Uncharted 2: Among Thieves в 2009 году получила несколько наград от Spike Video Game Awards (Игра года, Лучшая игра для PlayStation 3 и Лучшая графика), а также награды от BAFTA на Game Awards в 2010 году. Выиграла в пяти категориях, включая «Игра года», на 10-м ежегодном конкурсе Game Developers Choice Awards. Получила наибольшее количество наград GOTY в 2009 году.
Uncharted 3: Drake’s Deception в 2011 году получил несколько наград Spike Video Game Awards (Лучшая игра для PS3, Лучшая графика). Также победил в ряде номинаций на 15-й ежегодной премии D.I.C.E. Awards (Выдающиеся достижения в визуальной инженерии, Выдающиеся достижения в области художественного руководства, Выдающиеся достижения в анимации).

## Экранизация
До середины 2015 года, режиссёром картины являлся Сет Гордон. Кто сыграет главную роль, пока неизвестно. Ранее говорилось, что актер Марк Уолберг покинул проект после того, как режиссёр Дэвид О. Расселл отказался снимать фильм. Также до этого претендентом на главную роль был Нейтан Филлион. Продюсерами фильма значатся Ави Арад, Чарльз Ровен и Алекс Гартнер. Съёмки фильма должны были стартовать в начале 2015 года, а на экраны картину планировалось выпустить 10 июня 2016 года, однако в июне 2015 Сет Гордон покинул режиссёрское кресло и судьба проекта оказалась под вопросом. В августе 2015 года Sony Pictures установила дату премьеры фильма на 30 июня 2017 года. В конце 2016 года режиссёром фильма был назначен Шон Леви, а сценаристом Джо Карнахан. К началу 2017 года работа над сценарием была закончена. Съёмки по плану должны начаться весной 2017 года. В мае 2017 года стало известно, что британский актёр Том Холланд исполнит роль молодого Нейтана Дрейка.
В июле 2018 года Нейтан Филлион исполнил роль Дрейка в короткометражном фанатском фильме Uncharted, также выступив его продюсером. Вместе с ним в картине снялись Стивен Лэнг в роли Салли и Мирси Монро в роли Елены Фишер. Фильм вызвал восторг публики, отмечавшей игру Филлиона и ракурс съёмок экшн-сцен, имитирующий таковой в играх.
14 января 2019 года Дэн Трахтенберг был объявлен режиссером картины. Однако 22 августа 2019 года было объявлено, что он покинул производство фильма. В сентябре 2019 года на его место был назначен Трэвис Найт.
21 октября 2021 года на официальном канале PlayStation вышел трейлер фильма Uncharted (2022).
Премьера фильма «Анчартед: На картах не значится» состоялась 7 февраля 2022 года в Барселоне (Испания).